# 山崎善庸
山崎 善庸（やまざき よしのぶ、1979年7月11日 - ）は、東京都出身で東京都在住の競艇選手。登録番号4103。身長160cm。血液型A型。88期。埼玉支部所属。同期に三井所尊春、吉永則雄、細川裕子らがいる。

## 来歴
- 2001年5月22日、戸田競艇場でデビュー（3着）。5月27日、最終日1Rで初勝利。
- 2006年11月6日、三国競艇場での「GI三国モーターボート大賞」でG1初出場（5日目からの追配参戦）。
- 2010年1月20日、戸田競艇場での「第4回日刊ゲンダイ杯」で初優勝（優出8回目）。優勝戦の前の11Rで中野秀彦（山梨・72期）が2周目第2ターンマークを旋回中に転覆し、モーター部とターンマークが絡む事態となり、レース後の除去作業が大幅に手間取り約1時間遅れでの優勝戦だった。